# Gran Premio di Germania 2016
Il Gran Premio di Germania 2016 è stata la dodicesima prova della stagione 2016 del campionato mondiale di Formula 1. La gara, corsa domenica 31 luglio 2016 sul circuito di Hockenheim, è stata vinta da Lewis Hamilton su Mercedes. Hamilton, al suo quarantanovesimo successo nel mondiale, ha preceduto sul traguardo i due piloti della Red Bull Racing-TAG Heuer, Daniel Ricciardo e l'olandese Max Verstappen.
Questo Gran Premio segna l'ultima gara in F1 per Rio Haryanto.

## Vigilia

### Aspetti tecnici
Per questa gara la Pirelli, fornitrice unica degli pneumatici, sceglie la mescola media, morbida e supermorbida. Un set supplementare di quest'ultima mescola sarà attribuito ai piloti che accedono alla Q3. Tale set andrà restituito al termine delle qualifiche.
La FIA individua, per questo gran premio, due zone in cui potrà essere utilizzato il DRS: una prima zona è stabilita tra la Nordkurve (curva 1) e la curva 2, con punto per la determinazione del distacco fra piloti individuato prima della prima curva; il secondo lungo la Parabolika, il tratto tra la curva 4 e la curva 6,  con detection point stabilito prima della curva 4.

### Aspetti sportivi
Il Gran Premio di Germania torna dopo una stagione di assenza, dal calendario del mondiale di F1. Nel 2015, nella solita alternanza fra tracciati in Germania, il campionato mondiale sarebbe dovuto tornare al Nürburgring. Le difficoltà finanziarie del tracciato avevano aperto la possibilità che la gara si svolgesse ad Hockenheim. Gli organizzatori del Nürburgring avevano successivamente proposto di tenere la gara sul loro tracciato, cedendo però l'organizzazione direttamente alla Formula One Management. Poco prima del Gran Premio d'Australia 2015 Bernie Ecclestone aveva messo in forte dubbio la tenuta del Gran Premio di Germania, annunciando anche che, in caso di sua mancata tenuta, la gara non sarebbe stata sostituita. Il 20 marzo 2015 venne comunicata la decisione definitiva di cancellare la gara tedesca dal calendario iridato. Per la prima volta, dal 1960, nessuna gara del campionato mondiale si tenne in Germania.
La gara torna sul tracciato dell'Hockenheimring, che ha ospitato anche l'ultima edizione del Gran Premio di Germania, nel 2014. La presenza, nel calendario iridato, della gara, è comunque ancora minacciata da problemi finanziari.
La Manor conferma, almeno per questa gara, Rio Haryanto, quale pilota titolare. La sua presenza è messa in dubbio dal mancato pagamento dell'intero importo concordato dai suoi sponsor alla scuderia.
Lo Strategy Group della F1 si riesce a Ginevra per modificare alcune norme del regolamento del campionato. Si decide di liberalizzare nuovamente le comunicazioni radio tra pilota e muretto, limitandole solo nel giro di ricognizione; vengono eliminate le penalizzazioni automatiche in caso di superamento, da parte del pilota, dei limiti della pista; si stabilisce che, in caso di partenza dietro alla safety car, al momento del rientro ai box di tale vettura, le monoposto si schiereranno sulla griglia ed effettuerranno una partenza tradizionale, da fermo, senza più poter sostituire le gomme, prima della ripartenza stessa; in qualifica, in caso di doppia bandiera gialla verrà esposta immediatamente la bandiera rossa, che interrompe la sessione. Infine, viene posticipata al 2018 l'introduzione dell'apparato di protezione della testa dei piloti, denominato Halo.
Emerson Fittipaldi, campione del mondo di Formula 1 nel 1972 e nel 1974, è indicato dalla FIA quale commissario aggiunto per il gran premio. Il brasiliano ha già svolto in passato tale funzione, l'ultima al Gran Premio degli Stati Uniti d'America 2012.
James Allison abbandona il ruolo di direttore tecnico della Scuderia Ferrari. Al suo posto è nominato Mattia Binotto, capo motorista della scuderia italiana.
Nelle prime prove libere del venerdì Esteban Ocon ha sostituito Jolyon Palmer alla Renault, mentre Charles Leclerc ha sostituito Esteban Gutiérrez alla Haas. Daniel Ricciardo disputa il suo centesimo gran premio nel mondiale di F1.

## Prove

### Resoconto
Nico Rosberg ottiene il miglior tempo nella prima sessione di prove libere. Il tedesco precede di tre decimi l'altro pilota della Mercedes Lewis Hamilton, che è penalizzato da un problema alla sospensione anteriore, che lo costringe a una lunga sosta ai box. La classifica propone una lunga lista di coppie di piloti: dopo il duo della Mercedes, si posiziona quello della Ferrari, poi quello della Red Bull Racing, quello della McLaren e quello della Scuderia Toro Rosso. Solo dopo si pone Marcus Ericsson, che precede un'altra coppia di piloti, quella della Williams.
Rosberg precede Hamilton e Vettel, anche nella sessione pomeridiana. Il maggior caldo, e il vento, rendono meno performanti le Mercedes. Vettel chiude a soli sei decimi dal tempo di Rosberg, mentre Hamilton è penalizzato ancora da difficoltà con le sospensioni, e inoltre, rovina il suo tentativo più rapido, spiattellando uno pneumatico. Dopo le due Ferrari e le due Red Bull, Nico Hülkenberg ha ottenuto il settimo tempo.
Al termine della prima giornata di prove, i responsabili di Ferrari, Red Bull e Mercedes protestano contro la nota diffusa da Charlie Whiting, direttore di gara della FIA, che aveva intimato ai piloti di non superare i limiti di pista, imposti, in particolare, alla prima curva. Secondo le scuderie tale precisazione confliggerebbe contro quanto previsto dall'accordo raggiunto dallo Strategy Group a Ginevra, in settimana. La richiesta dei team è stata rigettata, anche se viene spostato, più all'esterno, il posizionamento del sensore che controlla che le vetture non escano dal tracciato.
Jenson Button, a causa di un disturbo a un occhio, viene visitato presso l'ospedale di Mannheim.
Nella sessione del sabato Rosberg è ancora una volta il più rapido, precedendo di 57 millesimi il compagno di team Hamilton. Daniel Ricciardo è terzo, staccato di meno di un decimo dal tempo del tedesco. L'australiano è riuscito a precedere le due Ferrari. Durante la sessione, Hamilton ha tagliato la strada, in uscita dai box, al sopraggiungente Romain Grosjean, che poco dopo, ha compiuto un testacoda alla terza curva, per un guasto al cambio. La Mercedes è stata multata di 10000 €, per tale manovra pericolosa, mentre la Haas è stata costretta a sostituire il cambio sulla monoposto del francese, che così sconta una penalizzazione di cinque posizioni sulla griglia di partenza. Alla sessione ha partecipato regolarmente anche Jenson Button.

### Risultati
Nella prima sessione del venerdì si è avuta questa situazione: 
| Pos | Nº | Pilota           | Costruttore | Tempo    | Gap    | Giri |
| --- | -- | ---------------- | ----------- | -------- | ------ | ---- |
| 1   | 6  | Nico Rosberg     | Mercedes    | 1'15"517 |        | 32   |
| 2   | 44 | Lewis Hamilton   | Mercedes    | 1'15"843 | +0"326 | 30   |
| 3   | 5  | Sebastian Vettel | Ferrari     | 1'16"667 | +1"150 | 29   |

Nella seconda sessione del venerdì si è avuta questa situazione: 
| Pos | Nº | Pilota           | Costruttore | Tempo    | Gap    | Giri |
| --- | -- | ---------------- | ----------- | -------- | ------ | ---- |
| 1   | 6  | Nico Rosberg     | Mercedes    | 1'15"614 |        | 43   |
| 2   | 44 | Lewis Hamilton   | Mercedes    | 1'16"008 | +0"394 | 36   |
| 3   | 5  | Sebastian Vettel | Ferrari     | 1'16"208 | +0"594 | 39   |

Nella sessione del sabato mattina si è avuta questa situazione: 
| Pos | Nº | Pilota           | Costruttore               | Tempo    | Gap    | Giri |
| --- | -- | ---------------- | ------------------------- | -------- | ------ | ---- |
| 1   | 6  | Nico Rosberg     | Mercedes                  | 1'15"738 |        | 16   |
| 2   | 44 | Lewis Hamilton   | Mercedes                  | 1'15"795 | +0"057 | 19   |
| 3   | 3  | Daniel Ricciardo | Red Bull Racing-TAG Heuer | 1'15"837 | +0"099 | 13   |

## Qualifiche

### Resoconto
Nella prima parte delle qualifiche è molto intensa la lotta, tra le scuderia di retroguardia, per il passaggio alla fase successiva. Il tutto si risolve negli ultimi istanti della sessione stessa. Vengono eliminati Kevin Magnussen, i due piloti della Manor, Daniil Kvjat, e il duo della Sauber, che monopolizza le ultime due posizioni in griglia. Il tempo migliore della Q1 è di Lewis Hamilton, che batte di due decimi il tempo di Nico Rosberg. Le due Mercedes sono le uniche vetture ad aver utilizzato solo gomme di mescola dura.
Anche in Q2 le due Frecce d'argento sono le vetture più rapide, anche se la Red Bull Racing sembra poter almeno avvicinare i tempi delle vetture tedesche. Anche in questa fase è molto accesa la lotta per il passaggio alla fase seguente, e il tutto viene deciso all'ultimo tentativo. Sono eliminate le due McLaren, le due Haas, Carlos Sainz Jr. e Jolyon Palmer. In questa fase Sebastian Vettel deteriora, passando su un cordolo, il fondo della sua vettura.
In Q3 Lewis Hamilton fa segnare il miglior rilievo cronometrico, al primo tentativo. Nico Rosberg, mentre stava effettuando un giro molto veloce, è bloccato da un problema elettronico. Max Verstappen è secondo, a sei decimi dal britannico, più dietro le due Ferrari. Poco dopo Daniel Ricciardo scavalca il suo compagno di scuderia, ponendosi a soli due decimi dal tempo di Hamilton. Nella fase conclusiva della sessione Rosberg strappa la pole position a Hamilton, che resta secondo. Daniel Ricciardo si conferma terzo. Per Rosberg è la ventisettesima partenza al palo nel mondiale.
Al termine delle qualifiche Carlos Sainz Jr. è penalizzato di tre posizioni sulla griglia di partenza, per aver ostacolato, nel corso della Q2, Felipe Massa. Al pilota iberico vengono anche tolti due punti dalla Superlicenza. Nico Hülkenberg viene retrocesso di una posizione, perché la sua scuderia ha restituito un treno di gomme diverso da quello indicato nei codici d'identificazione.

### Risultati
Nella sessione di qualifica si è avuta questa situazione:
| Pos                         | Nº | Pilota            | Costruttore               | Q1       | Q2       | Q3       | Griglia |
| --------------------------- | -- | ----------------- | ------------------------- | -------- | -------- | -------- | ------- |
| 1                           | 6  | Nico Rosberg      | Mercedes                  | 1'15"485 | 1'14"839 | 1'14"363 | 1       |
| 2                           | 44 | Lewis Hamilton    | Mercedes                  | 1'15"243 | 1'14"748 | 1'14"470 | 2       |
| 3                           | 3  | Daniel Ricciardo  | Red Bull Racing-TAG Heuer | 1'15"591 | 1'15"545 | 1'14"726 | 3       |
| 4                           | 33 | Max Verstappen    | Red Bull Racing-TAG Heuer | 1'15"875 | 1'15"124 | 1'14"834 | 4       |
| 5                           | 7  | Kimi Räikkönen    | Ferrari                   | 1'15"752 | 1'15"242 | 1'15"142 | 5       |
| 6                           | 5  | Sebastian Vettel  | Ferrari                   | 1'15"927 | 1'15"630 | 1'15"315 | 6       |
| 7                           | 27 | Nico Hülkenberg   | Force India-Mercedes      | 1'16"301 | 1'15"623 | 1'15"510 | 8       |
| 8                           | 77 | Valtteri Bottas   | Williams-Mercedes         | 1'15"952 | 1'15"490 | 1'15"530 | 7       |
| 9                           | 11 | Sergio Pérez      | Force India-Mercedes      | 1'16"169 | 1'15"500 | 1'15"537 | 9       |
| 10                          | 19 | Felipe Massa      | Williams-Mercedes         | 1'16"503 | 1'15"699 | 1'15"615 | 10      |
| 11                          | 21 | Esteban Gutiérrez | Haas-Ferrari              | 1'15"987 | 1'15"883 | N.D.     | 11      |
| 12                          | 22 | Jenson Button     | McLaren-Honda             | 1'16"172 | 1'15"909 | N.D.     | 12      |
| 13                          | 55 | Carlos Sainz Jr.  | STR-Ferrari               | 1'16"317 | 1'15"989 | N.D.     | 15      |
| 14                          | 14 | Fernando Alonso   | McLaren-Honda             | 1'16"338 | 1'16"041 | N.D.     | 13      |
| 15                          | 8  | Romain Grosjean   | Haas-Ferrari              | 1'16"328 | 1'16"086 | N.D.     | 20      |
| 16                          | 30 | Jolyon Palmer     | Renault                   | 1'16"636 | 1'16"665 | N.D.     | 14      |
| 17                          | 20 | Kevin Magnussen   | Renault                   | 1'16"716 | N.D.     | N.D.     | 16      |
| 18                          | 94 | Pascal Wehrlein   | Manor-Mercedes            | 1'16"717 | N.D.     | N.D.     | 17      |
| 19                          | 26 | Daniil Kvjat      | STR-Ferrari               | 1'16"876 | N.D.     | N.D.     | 18      |
| 20                          | 88 | Rio Haryanto      | Manor-Mercedes            | 1'16"977 | N.D.     | N.D.     | 19      |
| 21                          | 12 | Felipe Nasr       | Sauber-Ferrari            | 1'17"123 | N.D.     | N.D.     | 21      |
| 22                          | 9  | Marcus Ericsson   | Sauber-Ferrari            | 1'17"238 | N.D.     | N.D.     | 22      |
| Tempo limite 107%: 1'20"510 |    |                   |                           |          |          |          |         |

In grassetto sono indicate le migliori prestazioni in Q1, Q2 e Q3.

## Gara

### Resoconto
La partenza di Nico Rosberg è lenta, tanto che il pilota tedesco si fa infilare sia dal compagno di team Lewis Hamilton, sia dalle due Red Bull Racing di Max Verstappen e Daniel Ricciardo, con l'olandese che passa l'australiano alla prima curva. Seguono poi le due Ferrari e Valtteri Bottas.
La classifica resta immutata, nelle prime posizioni, nonostante l'attacco di Rosberg a Ricciardo. Al giro 11 primo cambio gomme per Max Verstappen e Nico Rosberg (entrambi proseguono con le supersoft), seguiti, dopo un giro da Ricciardo, poi ancora da Vettel e da Lewis Hamilton, al giro 14 (tutti e tre optano per le soft). La classifica rimane invariata.
Al ventisettesimo giro seconda sosta per Rosberg, che passa anch'egli alle mescole soft; stessa scelta, il giro seguente, per Verstappen. Nico Rosberg si avvicina al pilota della Red Bull Racing, e lo passa al giro 30, con una manovra decisa, al termine della Parabolika. Il tedesco della Mercedes è penalizzato di 5 secondi, per non aver consentito a Verstappen di effettuare correttamente la curva, al momento del sorpasso. Nei giri seguenti montano gomme supersoft Hamilton, Ricciardo e Vettel. A questo punto la classifica è sempre comandata da Lewis Hamilton, davanti a Nico Rosberg, poi il duo della Red Bull Vestappen e Ricciardo; dietro c'è la coppia della Ferrari, seguita da Nico Hülkenberg. L'australiano passa, dopo pochi giri, il suo compagno di squadra.
Il ritmo di Rosberg non è competitivo, tanto che Daniel Ricciardo si avvicina minaccioso; al giro 44 Rosberg va ai box, dove sconta la penalità inflittagli prima. Seguono, nei giri successivi, i cambi gomme anche per gli altri battistrada. Lewis Hamilton rimane al comando, ora però secondo è Daniel Ricciardo, seguito da Max Verstappen. Rosberg è sceso al quarto posto, mentre al quinto e sesto sono sempre le due Ferrari. Dopo la terza sosta Valtteri Bottas è nuovamente davanti a Hülkenberg. Ciò fino al sessantunesimo giro, quando il pilota della Force India si riprende la settima posizione. Bottas è in crisi con gli pneumatici, tanto che cede una posizione anche a Jenson Button.
Lewis Hamilton vince, per la quarantanovesima volta nel mondiale, davanti a Daniel Ricciardo e Max Verstappen.

### Risultati
I risultati del Gran Premio sono i seguenti:
| Pos | Nº | Pilota            | Costruttore          | Giri | Tempo/Ritiro | Griglia | Punti |
| --- | -- | ----------------- | -------------------- | ---- | ------------ | ------- | ----- |
| 1   | 44 | Lewis Hamilton    | Mercedes             | 67   | 1h30'44"200  | 2       | 25    |
| 2   | 3  | Daniel Ricciardo  | Red Bull-TAG Heuer   | 67   | +6"996       | 3       | 18    |
| 3   | 33 | Max Verstappen    | Red Bull-TAG Heuer   | 67   | +13"413      | 4       | 15    |
| 4   | 6  | Nico Rosberg      | Mercedes             | 67   | +15"845      | 1       | 12    |
| 5   | 5  | Sebastian Vettel  | Ferrari              | 67   | +32"570      | 6       | 10    |
| 6   | 7  | Kimi Räikkönen    | Ferrari              | 67   | +37"023      | 5       | 8     |
| 7   | 27 | Nico Hülkenberg   | Force India-Mercedes | 67   | +1'10"049    | 8       | 6     |
| 8   | 22 | Jenson Button     | McLaren-Honda        | 66   | +1 giro      | 12      | 4     |
| 9   | 77 | Valtteri Bottas   | Williams-Mercedes    | 66   | +1 giro      | 7       | 2     |
| 10  | 11 | Sergio Pérez      | Force India-Mercedes | 66   | +1 giro      | 9       | 1     |
| 11  | 21 | Esteban Gutiérrez | Haas-Ferrari         | 66   | +1 giro      | 11      |       |
| 12  | 14 | Fernando Alonso   | McLaren-Honda        | 66   | +1 giro      | 13      |       |
| 13  | 8  | Romain Grosjean   | Haas-Ferrari         | 66   | +1 giro      | 20      |       |
| 14  | 55 | Carlos Sainz Jr.  | STR-Ferrari          | 66   | +1 giro      | 15      |       |
| 15  | 26 | Daniil Kvjat      | STR-Ferrari          | 66   | +1 giro      | 18      |       |
| 16  | 20 | Kevin Magnussen   | Renault              | 66   | +1 giro      | 16      |       |
| 17  | 94 | Pascal Wehrlein   | Manor-Mercedes       | 65   | +2 giri      | 17      |       |
| 18  | 9  | Marcus Ericsson   | Sauber-Ferrari       | 65   | +2 giri      | 22      |       |
| 19  | 30 | Jolyon Palmer     | Renault              | 65   | +2 giri      | 14      |       |
| 20  | 88 | Rio Haryanto      | Manor-Mercedes       | 65   | +2 giri      | 19      |       |
| Rit | 12 | Felipe Nasr       | Sauber-Ferrari       | 57   | Power unit   | 21      |       |
| Rit | 19 | Felipe Massa      | Williams-Mercedes    | 36   | Sospensione  | 10      |       |

## Classifiche mondiali

### Piloti
| Pos | Pilota            | Punti |
| --- | ----------------- | ----- |
| 1   | Lewis Hamilton    | 217   |
| 2   | Nico Rosberg      | 198   |
| 3   | Daniel Ricciardo  | 133   |
| 4   | Kimi Räikkönen    | 122   |
| 5   | Sebastian Vettel  | 120   |
| 6   | Max Verstappen    | 115   |
| 7   | Valtteri Bottas   | 58    |
| 8   | Sergio Pérez      | 48    |
| 9   | Felipe Massa      | 38    |
| 10  | Nico Hülkenberg   | 33    |
| 11  | Carlos Sainz Jr.  | 30    |
| 12  | Romain Grosjean   | 28    |
| 13  | Fernando Alonso   | 24    |
| 14  | Daniil Kvjat      | 23    |
| 15  | Jenson Button     | 17    |
| 16  | Kevin Magnussen   | 6     |
| 17  | Pascal Wehrlein   | 1     |
| 18  | Stoffel Vandoorne | 1     |

### Costruttori
| Pos | Costruttore          | Punti |
| --- | -------------------- | ----- |
| 1   | Mercedes             | 415   |
| 2   | Red Bull-TAG Heuer   | 256   |
| 3   | Ferrari              | 242   |
| 4   | Williams-Mercedes    | 96    |
| 5   | Force India-Mercedes | 81    |
| 6   | Toro Rosso-Ferrari   | 45    |
| 7   | McLaren-Honda        | 42    |
| 8   | Haas-Ferrari         | 28    |
| 9   | Renault              | 6     |
| 10  | Manor-Mercedes       | 1     |

## Decisioni della FIA
Nico Rosberg, oltre alla penalità di cinque secondi comminatagli in gara, ha subito la decurtazione di due punti sulla Superlicenza per aver costretto Max Verstappen ad andare fuori pista.